# 明石市立魚住中学校

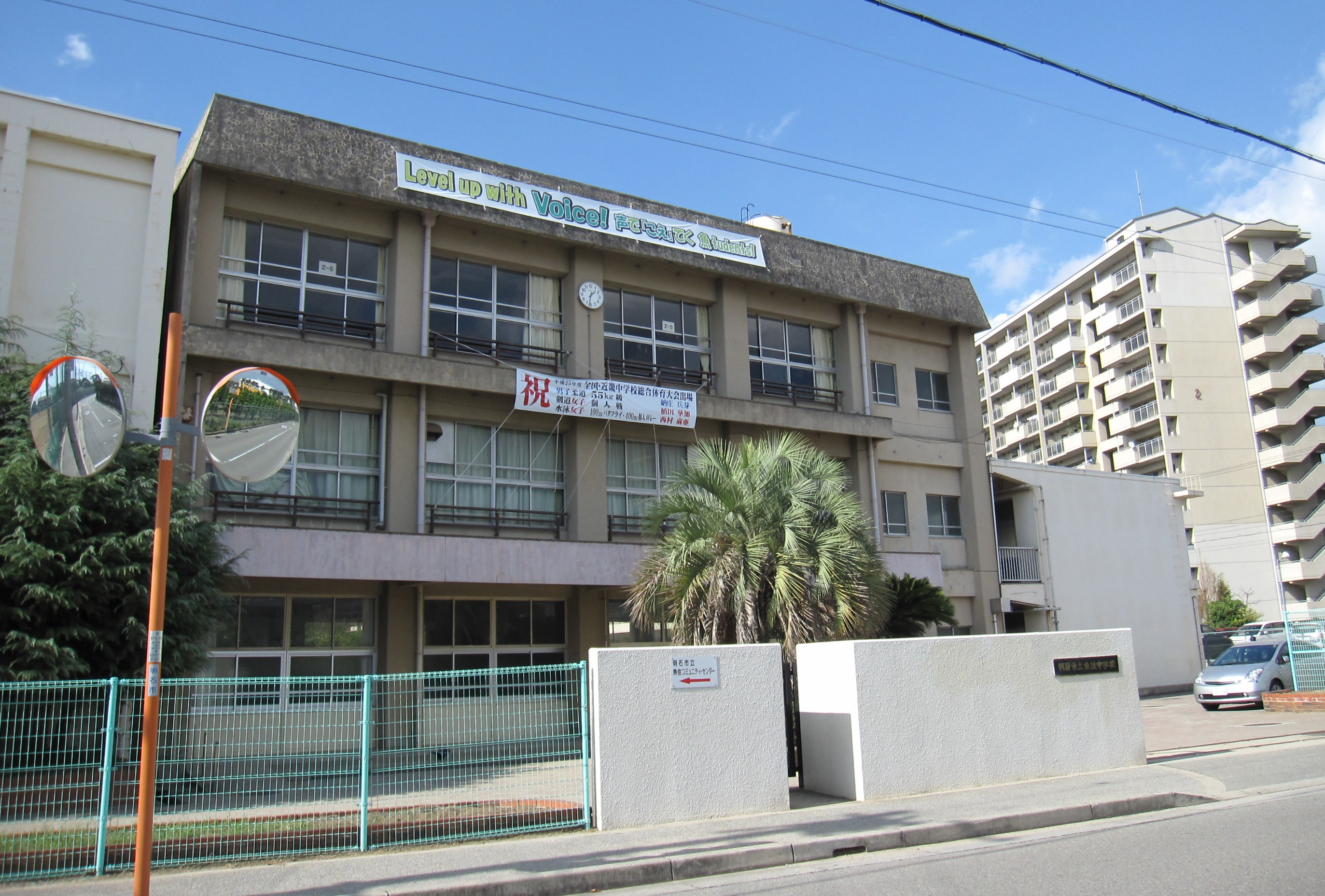
正門

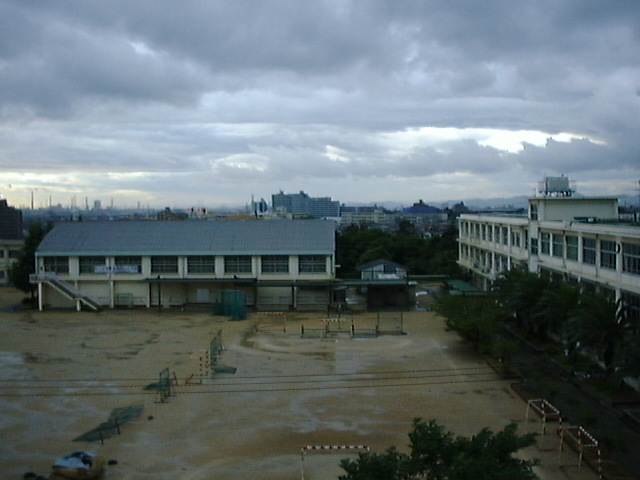
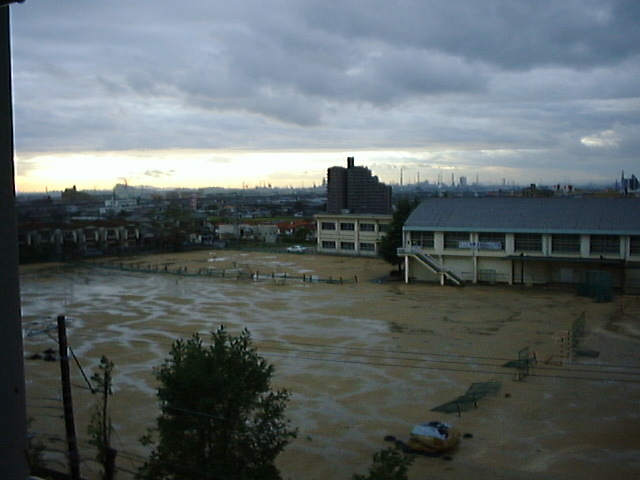

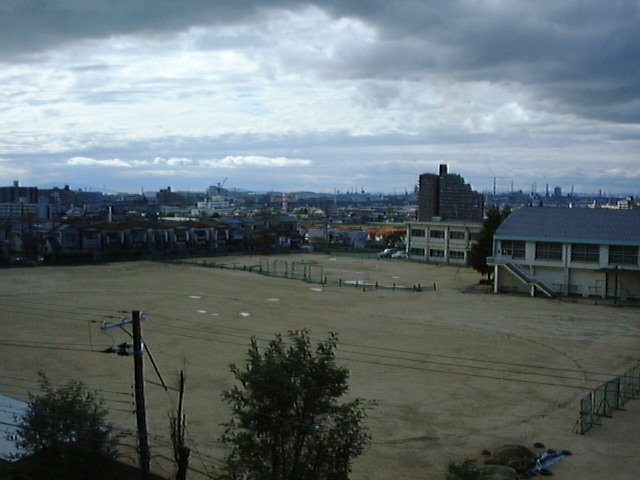
武道場建設直前
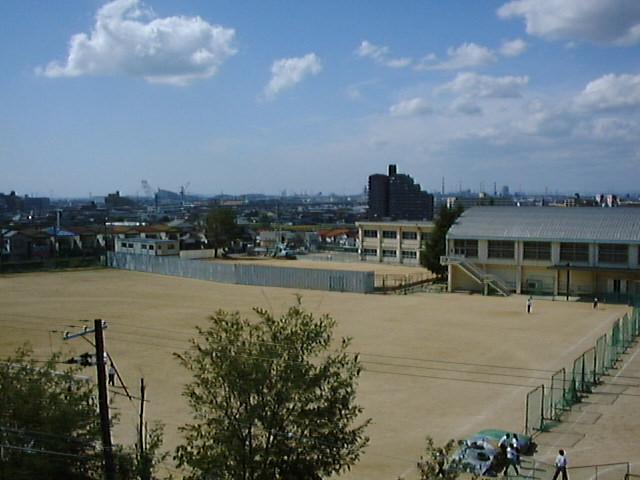
武道場建設中
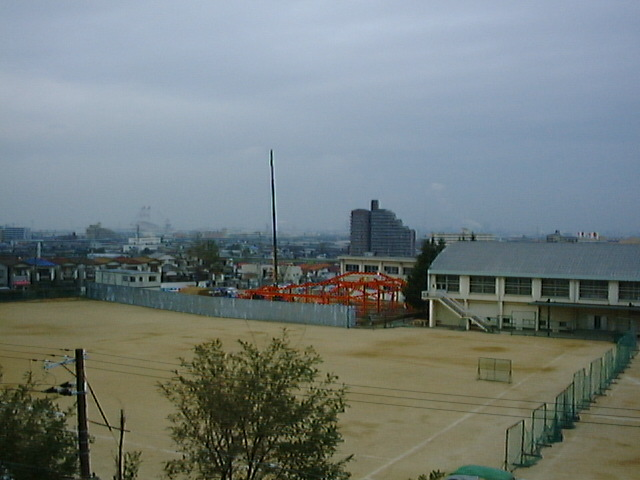
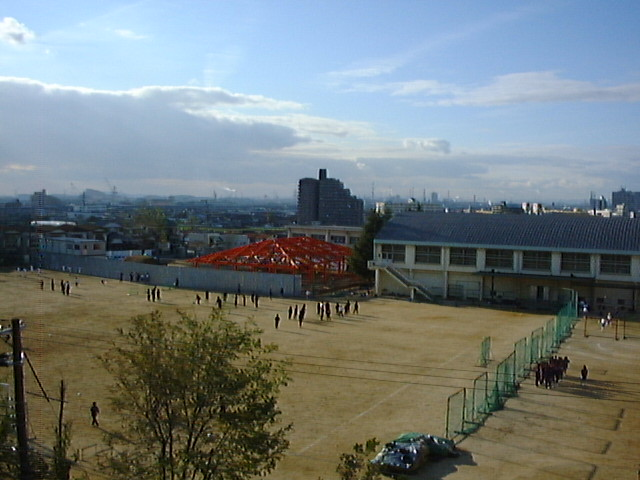

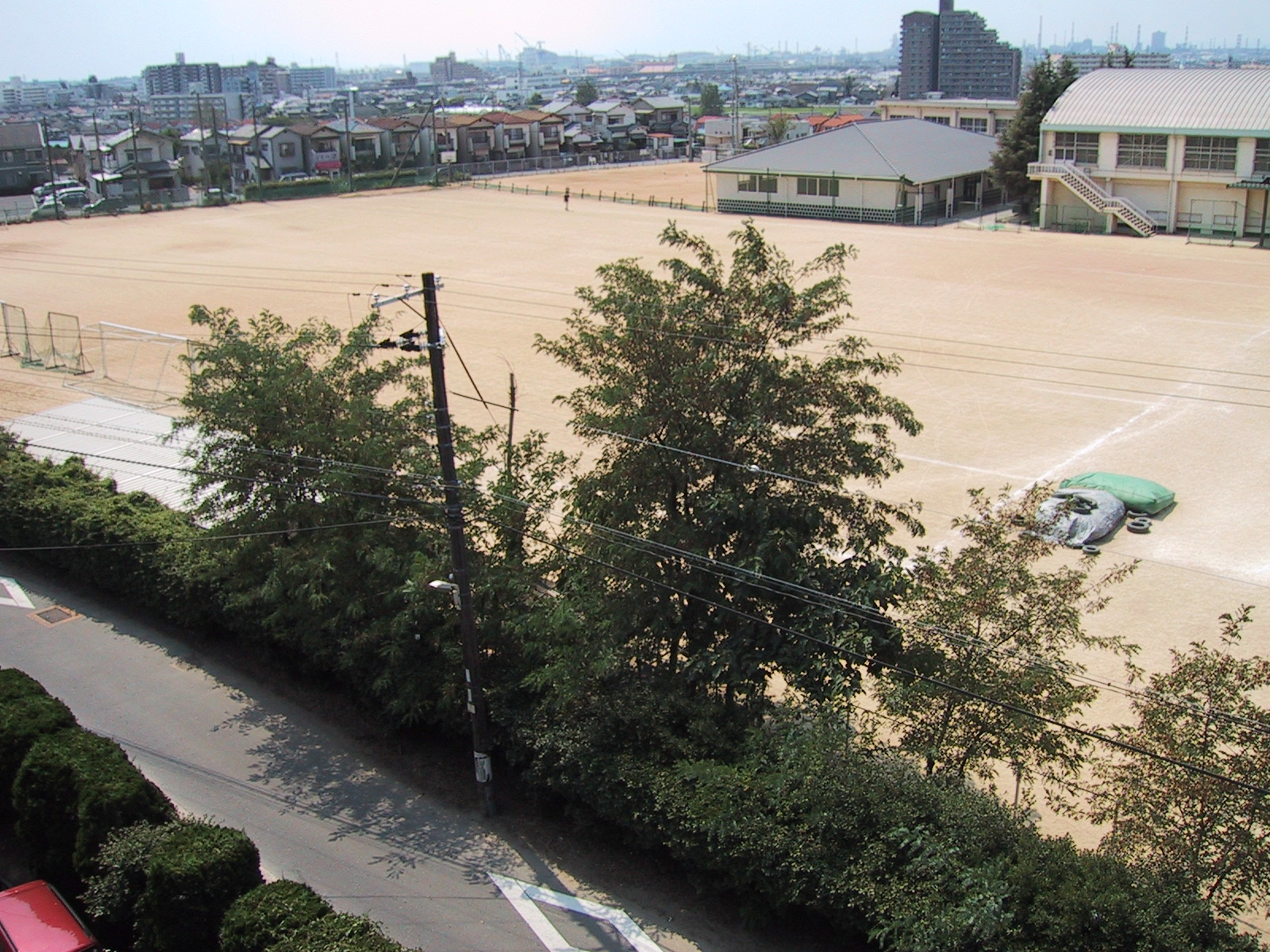
工事前の生垣
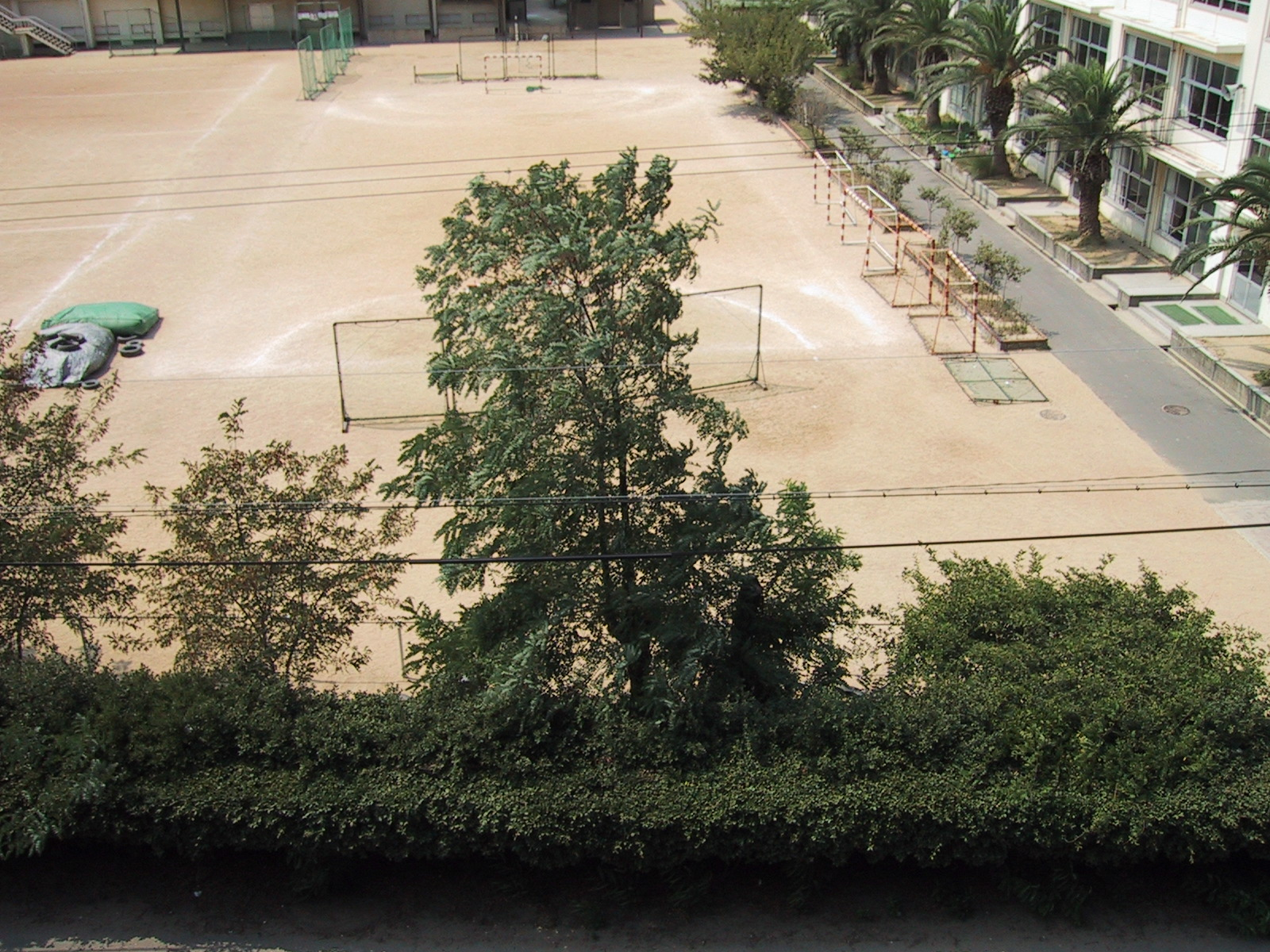
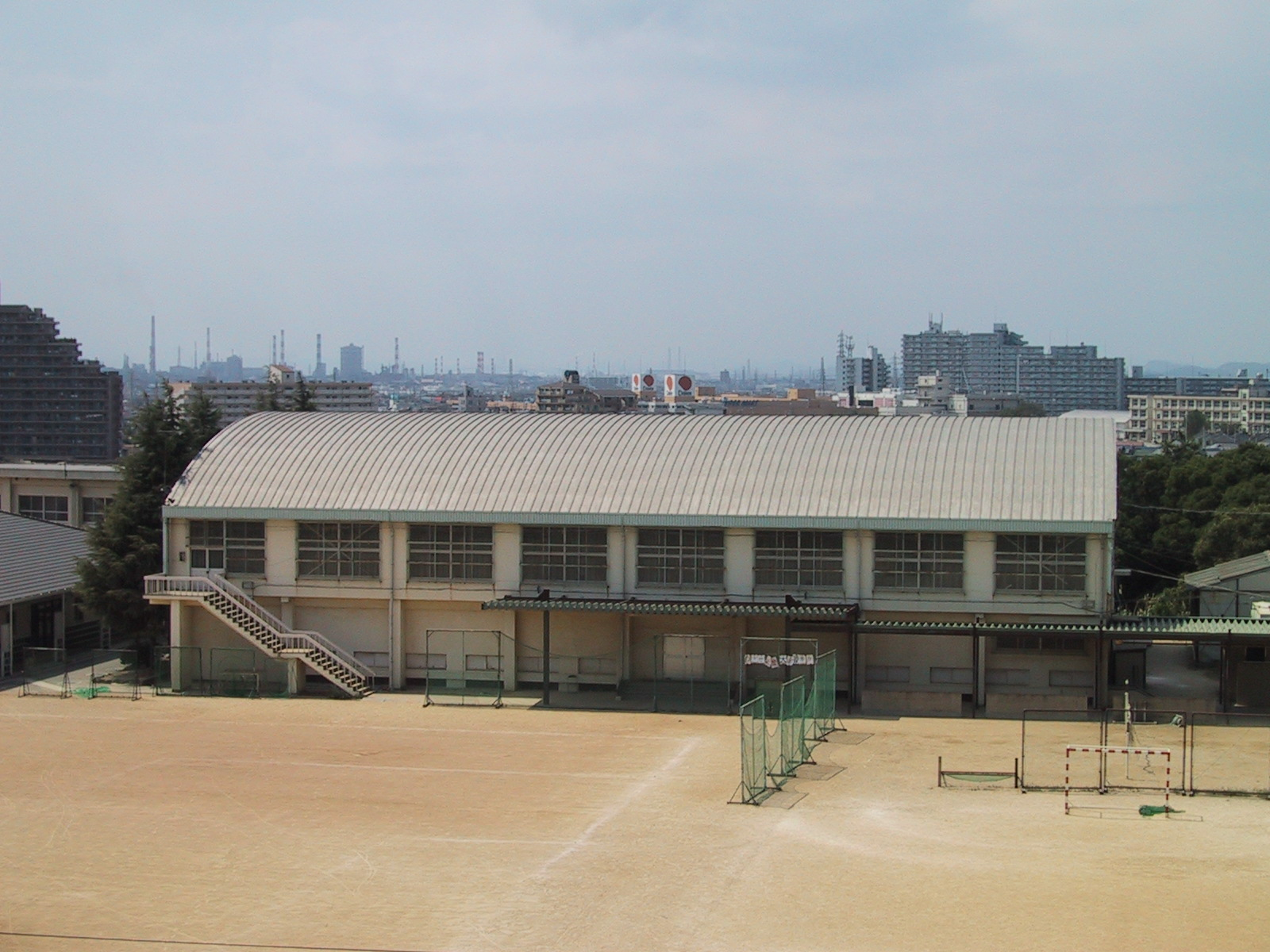
旧体育館

明石市立魚住中学校（あかししりつ うおずみちゅうがっこう、英: Uozumi junior high school）は、兵庫県明石市魚住町清水に所在する公立中学校。

## 沿革

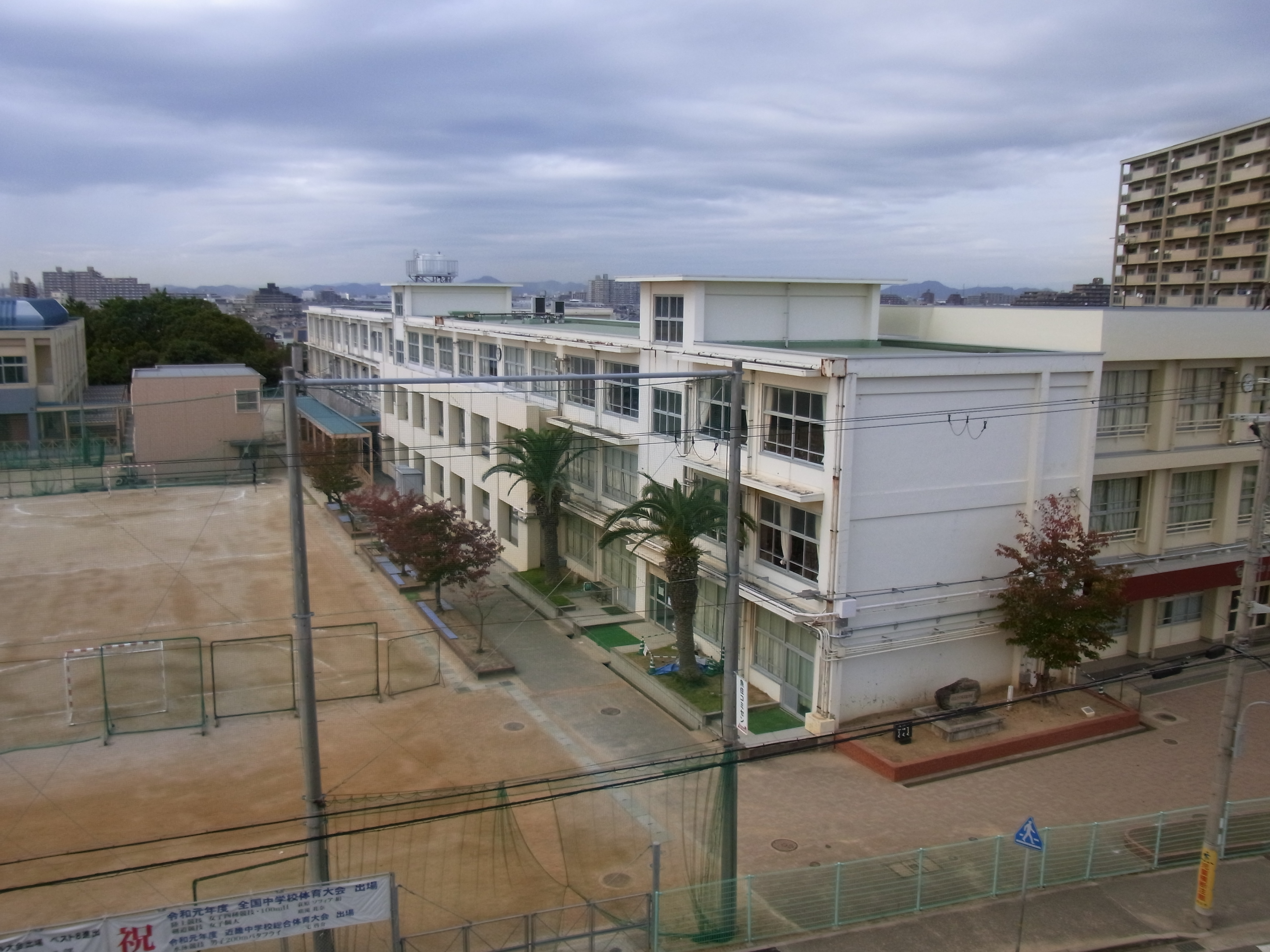
1947年（昭和22年）4月1日 - 開校。

## 通学区域
- 明石市立錦浦小学校及び明石市立清水小学校の通学区域[1]。

## 部活動

### 運動部
- 野球部
- サッカー部
- 陸上競技部
- 柔道部
- 女子バレーボール部
- ソフトテニス部
- バスケットボール部
- ハンドボール部
- 水泳部
- ソフトボール部
- 剣道部
- 卓球部

### 文化部
- 吹奏楽部
- 美術部
- コンピューター部

## 委員会活動
- 委員長会
- 風紀委員会
- 体育委員会
- 文化委員会
- 整美委員会
- 図書委員会
- 給食委員会
- 放送委員会

### 過去の委員会活動
- 保険委員会 - 第74期生徒会（2020年1月）より体育委員会、風紀委員会に統合。

## 著名な出身者
- 赤江珠緒（フリーアナウンサー、元朝日放送アナウンサー）※中学3年から卒業まで
- 筧裕次郎（元プロ野球選手）※中学2年途中に明徳義塾中学校へ転校
- 納庄兵芽（柔道選手）
- 納庄千寿（柔道選手）
- さとゆり（お笑い芸人）

## 過去の写真
- 1998年

- 1999年

- 武道場建設直前
- 武道場建設中

- 2000年

- 工事前の生垣
- 旧体育館

- 2020年

- 2020年11月

## 通学区域が隣接している学校
- 明石市立江井島中学校
- 明石市立魚住東中学校
- 神戸市立岩岡中学校
- 稲美町立稲美中学校
- 加古川市立平岡中学校
- 播磨町立播磨中学校
- 明石市立二見中学校